# ボイルの法則
ボイルの法則（ボイルのほうそく、英: Boyle's law）とは、一定の温度の下での気体の体積が圧力に反比例することを主張する法則であり、充分に圧力が低い領域において成り立つ近似法則である。
この法則は1662年にロバート・ボイルにより示された。ボイルとは独立に1676年にエドム・マリオットが再発見しており、マリオットの法則、あるいはボイル＝マリオットの法則とも呼ばれる。

## 概要
温度 T、圧力 p の平衡状態にある理想気体の体積 V は
{\displaystyle V={\frac {A(T)}{p}}}
あるいは
{\displaystyle pV=A(T)}
と表される。一定の温度の下では体積と圧力の積が一定となる。
すなわち、温度が同一な二つの状態1、2について
{\displaystyle p_{1}V_{1}=p_{2}V_{2}}
が成り立つ。
理想気体に対しては全ての圧力の領域で逆比例関係が成り立つが、実在気体では圧力が高い領域ではこの関係から外れる。
しかし、充分に圧力が低い領域において近似的に成り立つ。これは極限を用いて
{\displaystyle \lim _{p\to 0}pV=A(T)}
と表される。
理想気体ではその分子自身の大きさや分子間力がないものとして考えているが、実在気体ではそれらの影響が完全には無視できないからである。またボイルの法則では、気体は温度一定で圧力を上げればいくらでも体積が小さくなることを示しているが、実際にはそのようなことはありえない。実際の気体ではある程度の圧力を超えると気体は凝縮あるいは凝華することで、液体や固体になってしまい、もはや気体の性質を持たないからである。

## ボイル温度
実在気体におけるボイルの法則からのずれを圧力 p の冪級数で
{\displaystyle pV=A(T)+B(T)\,p+C(T)\,p^{2}+\cdots }
と書いたとき、一次の補正項が B(TB) = 0 となる温度 TB はボイル温度と呼ばれる。
この冪級数で圧縮因子は
{\displaystyle Z={\frac {1}{RT}}\{A(T)+B(T)\,p+C(T)\,p^{2}+\cdots \}}
とあらわされる。ボイル温度では B(TB) = 0 だから
{\displaystyle Z={\frac {1}{RT_{\text{B}}}}\{A(T_{\text{B}})+C(T_{\text{B}})\,p^{2}+\cdots \}}
であり、圧力が0に近づくとき、圧縮因子は他の温度より早く1に近づく。そのため、ボイル温度においては、より高い圧力の領域までボイルの法則による近似が適用できる。
気体のいくつかの物理的性質は圧縮因子の一階微分に依存する。そのため一般の温度では圧力を0に近づけても、気体の性質は完全には理想気体のものとは一致しない。ボイル温度では、圧力が0に近いときの一階微分係数は理想気体のものと同じ1になり、実在気体の性質は理想気体と完全に一致する。
| 気体                                  | TB/K  |
| ------------------------------------- | ----- |
| ヘリウム {\displaystyle {\ce {He}}}   | 22.64 |
| アルゴン {\displaystyle {\ce {Ar}}}   | 411.5 |
| クリプトン {\displaystyle {\ce {Kr}}} | 575.0 |
| 水素 {\displaystyle {\ce {H_2}}}      | 110.0 |
| 窒素 {\displaystyle {\ce {N_2}}}      | 327.2 |
| 酸素 {\displaystyle {\ce {O_2}}}      | 405.9 |